# 남선초등학교 (경북)
남선초등학교는 대한민국 경상북도 안동시 남선면 구미리에 있는 공립 초등학교이다.

## 학교 연혁
- 1935년 7월 19일 남선공립보통학교 개교
- 1938년 4월 1일 남선공립심상소학교로 개칭[1]
- 1941년 4월 1일 남선공립국민학교로 개칭[2]
- 1981년 3월 1일 병설유치원 개원
- 1996년 3월 1일 남선초등학교로 개칭[3]
- 2020년 3월 1일 녹색학교 가꾸기(생태연못, 야생화 동산, 동물농장, 텃밭 운영)
- 2020년 12월 15일 다목적 체육관(백일관), 무한 상상실(메이커실) 준공
- 2021년 1월 22일 놀이중심 공간 재구조화 선정
- 2021년 3월 19일 VR 스포츠실 준공
- 2022년 3월 1일 제31대 김미숙 교장 부임
- 2023년 2월 10일 제85회 졸업(졸업생 9명 총 3,564명)

## 학교 상징
- 교화 - 백일홍 : 6월~10월 사이에 여러 송이가 옹기종기 붉게 피는 자태가 아름다운 꽃으로 정열과 화목과 협동을 상징한다.
- 교목 - 주목 : 꿋꿋한 기상 고귀한 품성을 상징하는 주목의 늘 푸르고 곧게 자람은 선비처럼 곧은 의지와 학문을 사랑함을 의미하고 붉은 열매는 학문의 결실을 의미한다.

## 참고 자료
- 남선초등학교 - 한국교육학술정보원 학교알리미